# Pyrostria amporoforensis
Pyrostria amporoforensis är en måreväxtart som beskrevs av Alberto Judice Leote Cavaco. Pyrostria amporoforensis ingår i släktet Pyrostria och familjen måreväxter. Inga underarter finns listade i Catalogue of Life.